# Bukit Batok (metrostation)
Bukit Batok is een metrostation van de metro van Singapore aan de North South Line.